# Alla vi barn i Bullerbyn (1960)
Alla vi barn i Bullerbyn är en svensk TV-serie inspelad under 1960, och visad för första gången i Sveriges Radio-TV 1962. För regin svarade Olle Hellbom. Manuskriptet skrevs av Astrid Lindgren, efter hennes boktrilogi om Barnen i Bullerbyn, utgiven 1947-1952. Fotograf var Stig Hallgren. Musiken skrevs och framfördes av Charles Redland. Serien saknar helt synkronljud, handlingen berättas istället av barnen i voice-over.
Serien visades även redigerad till två långfilmer för biografvisning. Alla vi barn i Bullerbyn, som fick premiär 1960, och Bara roligt i Bullerbyn med premiäråret 1961.
Serien är inspelad i Veda på Väddö, cirka tre kilometer nordost om Älmstas centrum samt i Österlisa, Länna församling i Norrtälje kommun där bland annat affären låg.

## Bakgrund och visningar
TV-serien var Olle Hellboms andra Lindgren-filmatisering, och den producerades av Olle Nordemar och Artfilm i syfte att säljas för visning på Sveriges Television under 1960. Televisionen var dock inte intresserad av serien, och produktionsbolaget vände sig istället till biografmarknaden.
Den 17 december 1960 premiärvisades filmen Alla vi barn i Bullerbyn, bestående av TV-seriens avsnitt 3–5, på biografen Sergel-Teatern i Stockholm. Ett år senare, den 12 december 1961, fick den andra Bullerbyfilmen Bara roligt i Bullerbyn premiär, denna gång på biografen Chinateatern. Bara roligt i Bullerbyn bestod av avsnitt 8–12, som dock var kraftigt nedklippta.
Det påföljande året hade dock SVT ändrat sig och köpte in TV-serien för visning. Med start den 8 september 1962 visades samtliga seriens 13 avsnitt. Sedermera har serien visats i repris i flera omgångar - 1966, 1976 och 1983. Serien finns även utgiven på VHS, då under titeln Bara roligt i Bullerbyn samt på DVD.

## Roller i urval
- Kaj Andersson - Bosse
- Jan Erik Husbom - Olle
- Tomas Johansson - Lasse
- Elisabeth Nordkvist - Anna
- Lena Wixell - Lisa
- Kim Åsberg - Britta
- Tove Hellbom - Kerstin
- Catti Edfeldt - Flick-berättare

## Avsnitt
1. Roligt nästan jämt
2. Näcken vid den gamla kvarnen
3. Olle har en lös tand
4. Det spökar på höskullen
5. Vi sköter Olles lillasyster
6. Kalas hos moster Jenny
7. Lasse trillar i en vak
8. April, april
9. Lisa får en lammunge
10. Olle och hans hund
11. Anna och Lisa tänker rymma
12. Midsommar i Bullerbyn
13. Året om i Bullerbyn

Avsnittet "Året om i Bullerbyn" är inte med i VHS- eller DVD-samlingen.